# Girolamo Abos
Girolamo Abos (La Valeta, 15 de noviembre de 1715-Nápoles, 1760) fue un compositor maltés, miembro de la escuela napolitana de ópera. 

## Biografía
Estudió en el Conservatorio di Sant'Onofrio in Capuana de Nápoles, donde fue alumno de Gaetano Greco y Francesco Durante. Posteriormente fue profesor del Conservatorio della Pietà dei Turchini de la misma ciudad, donde tuvo como discípulos a Antonio Boroni, Giacomo Tritto y Giacomo Insanguine. Se dio a conocer con la ópera bufa Le due zingare simili (1742), aunque destacó más en el terreno de la ópera seria: Artaserse (1746), Alessandro nell'Indie (1747).

## Óperas
- Le due zingare simili (1742)
- Il geloso (1743)
- Le furberie di Spilletto (1744)
- La serva padrona (1744)
- La moglie gelosa (1745)
- Adriano in Siria (1746)
- Artaserse (1746)
- Pelopida (1747)
- Alessandro nelle Indie (1747)
- Arianna e Teseo (1748)
- Tito Manlio (1751)
- Erifile (1752)
- Lucio Vero o sia Il Vologeso (1752)
- Il Medo (1753)